# Mariano Díaz Mejía
Mariano Díaz Mejía (Premiá de Mar, 1 de agosto de 1993) es un futbolista hispano-dominicano que juega como delantero en el Deportivo Alavés de la Primera División de España. Es internacional con la selección de fútbol de República Dominicana.

## Trayectoria
De padre español y madre dominicana, Mariano nació en Premiá de Mar, Barcelona. Empezó a jugar en la Salle Premià de Mar y posteriormente en el Club Esportiu Premià. En 2002 en el Real Club Deportivo Espanyol de su ciudad natal. Permaneció en el club hasta el año 2006 cuando se incorporaría a las categorías inferiores del CE Premià Estuvo dos temporadas ahí y luego pasó a la Fundación Sánchez Llibre, para terminar recalando en el fútbol base del Club de Fútbol Badalona en 2009.
En 2011, siendo juvenil, debutó con el primer equipo en Segunda División B, participando de las tres primeras jornadas de la temporada 2011-12. Durante ese lapso, marcó un gol en la Copa del Rey.

### Real Madrid
Mariano consiguió su fichaje por el Real Madrid, que le derivó al equipo juvenil A, donde pasó el resto de la temporada. Concluida su etapa como juvenil, en 2012, Mariano fue promovido al segundo filial del club madrileño, en el que  no tuvo mucha participación. Si bien concluyó la temporada 2012-13 de Segunda División B con 20 partidos jugados y 3 goles anotados, no dispuso de una cantidad considerable de minutos en la mayoría de los mismos.
El siguiente 18 de enero de Mariano hizo su debut profesional en el Estadio Alfredo Di Stéfano, que aparece con el filial en la derrota 1-2 ante el Sporting de Gijón, por el campeonato de Segunda División; que sustituyó a los cinco minutos finales en lugar de Raúl de Tomás. En 2014-15, con Castilla ahora en el tercer nivel, Mariano fue promovido de manera indefinida para el equipo; Hizo también diez partidos, seis desde el banquillo, y anotó cinco veces. El 29 de marzo, entró tarde en lugar de Tomás 'de nuevo y anotó dos veces para coronar una victoria por 5-1 en casa sobre la UD Las Palmas "B",  mientras que una semana más tarde se le dio un comienzo humilde en UB Conquense y golpeó a los dos goles en un lapso de siete minutos. El 24 de octubre de 2015, que marcó todos los goles de su equipo en la victoria por 3-1 en casa sobre el UD Socuéllamos, y repite este el 8 de noviembre en la victoria por 3-2 contra el CF Fuenlabrada. En el siguiente 17 de abril anotó su tercer triplete de la temporada, anotando todos los goles - dos penaltis -. en una victoria en casa sobre SD Gernika Club, que puso Castilla superior él anotó su gol 25 de la temporada en la victoria por 6-1 sobre la La Roda CF en el último día de la temporada, haciendo de él el máximo goleador de la temporada y ganar el grupo a expensas de Barakaldo CF.
Vistió por primera vez la camiseta del primer equipo del Real Madrid el 28 de julio de 2016 en el partido contra el  París Saint-Germain  en el torneo de pretemporada que se celebró en Los Estados Unidos por la International Champions Cup 2016 en un partido que finalizó 1-3 con victoria francesa y en donde Mariano entró al terreno de juego al principio de la segunda parte junto a muchos de sus compañeros de equipo filial. El 30 de julio de 2016 en el mismo torneo fue titular en el partido que enfrentó al su equipo contra el Chelsea Football Club, anotando en el minuto 37 su primer gol con el Real Madrid en una jugada en combinación entre Marcelo y Morata que culminó con un remate desde fuera del área que a la postre dio el  3 - 2 definitivo de la victoria.
Debutó con el Real Madrid en el Campeonato de Liga el 27 de agosto de 2016 en el partido frente al Real Club Celta de Vigo de la segunda jornada, disputando los últimos 12 minutos tras sustituir a Álvaro Morata. Su primer gol con el primer equipo se produjo en el partido de ida de los dieciseisavos de final de la Copa del Rey al anotar el 7-1 frente a la Cultural y Deportiva Leonesa. En la vuelta de la eliminatoria del 30 de noviembre jugó su primer partido como titular, en el que anotó un hat-trick y dio una asistencia siendo el jugador más destacado del encuentro y decidir la eliminatoria por un 13-2 global.
Su buen estado de forma le permitió disputar los últimos minutos de El Clásico contra el Fútbol Club Barcelona del 3 de diciembre y que finalizó con empate a un gol.
Su primer gol oficial de Liga con el equipo blanco se produjo el 11 de diciembre de 2016 en la victoria frente al Deportivo de La Coruña donde entró desde el banquillo para marcar el gol del empate al minuto 84 y comenzar la remontada merengue. Mariano se convirtió en el primer jugador dominicano en marcar un gol en todo la historia de La Liga de España.

### Olympique de Lyon
El 30 de junio de 2017 se hizo oficial su traspaso al Olympique de Lyon de la Ligue 1 de Francia a cambio de ocho millones de euros, guardándose el conjunto blanco una opción de tanteo. En su primera y única campaña en el equipo francés tuvo una excelente temporada, logrando 21 goles y 7 asistencias. Mariano terminó como quinto anotador de la liga francesa con 18 goles, ayudando a su equipo a regresar a la Liga de Campeones después de un año de ausencia. 

### Retorno al Real Madrid
Tan solo un año después del fichaje de Mariano por el Lyon, ante el interés mostrado por el Sevilla Fútbol Club para contratar al jugador, el club madridista hizo uso de la opción de tanteo que firmó sobre una posible venta del futbolista a otro club, consiguiendo fichar nuevamente al jugador tras llegar a un acuerdo con el club francés por 1 Funes.
Su re-debut se realizó el 19 de septiembre de 2018 ante la Roma, en la victoria por 3 a 0, anotando el tercer gol del equipo.
El 1 de marzo de 2020, con un minuto y medio de entrada en el campo anotó su primer gol en un «Clásico» frente al Fútbol Club Barcelona al marcar el segundo gol de la victoria «merengue» por 2-0.
Tras el parón impuesto por la crisis del COVID-19, el 16 de julio de 2020 Mariano se proclamó campeón de liga con el Real Madrid.
Fue parte de la primera plantilla del Real Madrid durante 6 temporadas, jugando 84 partidos  (14 por temporada) y marcando 12 goles. Estos registros convierten a Mariano en el delantero con peores registros goleadores de la historia del Madrid, en proporción al tiempo que ha sido jugador de la primera plantilla. Los años de Mariano en el Real Madrid estuvieron marcados por las numerosas lesiones de toda índole y por su negativa constante en salir del equipo cuando tuvo oportunidad para ello.

### Sevilla F. C.
En septiembre de 2023, fichó por el Sevilla Fútbol Club por una temporada. En los primeros seis meses de competición el delantero todavía no se había estrenado, y como en su etapa en el Madrid las lesiones musculares fueron una constante en sus inicios como jugador sevillista. Finalmente terminó la temporada con 13 partidos, dos como titular, 320 minutos totales y ningún gol.
En julio de 2025, tras más de un año sin equipo, empezó a entrenar con el Deportivo Alavés. Participó en los partidos de pretemporada y el 7 de agosto firmó un contrato hasta 2027.

## Selección nacional

### Selección dominicana
Mariano disputó un partido con la selección de República Dominicana el 24 de marzo de 2013, en un encuentro de carácter amistoso contra la selección de Haití. En ese partido, marcó el último de los tres goles y dio una asistencia para que el conjunto quisqueyano venciera a su clásico rival por 3 a 1. Después de este encuentro, Mariano manifestó que no volvería a jugar más para la selección caribeña. 
El no haber debutado en un partido oficial con la República Dominicana le da opciones para jugar por la selección de su país de nacimiento, España. 
Doce años más tarde, en marzo de 2025, fue convocado con la selección nacional de República Dominicana después de 303 días sin disputar un partido de clubes. El 25 de marzo de 2025 jugó como titular en partido amistoso ante la selección de Puerto Rico, marcando el primer gol del partido a los 20 minutos del comienzo.

## Estadísticas

### Clubes
Actualizado al último partido disputado el 21 de enero de 2024.
| Club                                | Div.          | Temporada     | Liga  | Liga  | Liga   | Copas nacionales | Copas nacionales | Copas nacionales | Copas internacionales | Copas internacionales | Copas internacionales | Total | Total | Total  |
| Club                                | Div.          | Temporada     | Part. | Goles | Asist. | Part.            | Goles            | Asist.           | Part.                 | Goles                 | Asist.                | Part. | Goles | Asist. |
| ----------------------------------- | ------------- | ------------- | ----- | ----- | ------ | ---------------- | ---------------- | ---------------- | --------------------- | --------------------- | --------------------- | ----- | ----- | ------ |
| Real Madrid Castilla C. F. · España | 2.ª           | 2013-14       | 2     | 0     | 0      | —                | —                | —                | —                     | —                     | —                     | 2     | 0     | 0      |
| Real Madrid Castilla C. F. · España | 2.ª B         | 2014-15       | 10    | 7     | 0      | —                | —                | —                | —                     | —                     | —                     | 10    | 7     | 0      |
| Real Madrid Castilla C. F. · España | 2.ª B         | 2015-16       | 33    | 28    | 4      | —                | —                | —                | —                     | —                     | —                     | 34    | 28    | 4      |
| Real Madrid Castilla C. F. · España | 2.ª B         | 2016-17       | 32    | 24    | 6      |                  |                  |                  |                       |                       |                       | 32    | 24    | 6      |
| Real Madrid Castilla C. F. · España | Total club    | Total club    | 77    | 58    | 10     | 0                | 0                | 0                | 0                     | 0                     | 0                     | 78    | 59    | 10     |
| Olympique de Lyon Francia           | 1.ª           | 2017-18       | 34    | 21    | 6      | 2                | 3                | 0                | 9                     | 4                     | 3                     | 45    | 28    | 9      |
| Olympique de Lyon Francia           | Total club    | Total club    | 34    | 21    | 6      | 2                | 3                | 0                | 9                     | 4                     | 3                     | 45    | 28    | 9      |
| Real Madrid C. F. · España          | 1.ª           | 2018-19       | 13    | 4     | 1      | 1                | 0                | 0                | 5                     | 1                     | 2                     | 19    | 5     | 3      |
| Real Madrid C. F. · España          | 1.ª           | 2019-20       | 5     | 1     | 1      | 1                | 0                | 0                | 0                     | 0                     | 0                     | 6     | 1     | 1      |
| Real Madrid C. F. · España          | 1.ª           | 2020-21       | 16    | 3     | 0      | 2                | 0                | 0                | 4                     | 1                     | 0                     | 22    | 4     | 0      |
| Real Madrid C. F. · España          | 1.ª           | 2021-22       | 9     | 1     | 1      | 1                | 0                | 0                | 1                     | 0                     | 0                     | 11    | 1     | 1      |
| Real Madrid C. F. · España          | 1.ª           | 2022-23       | 9     | 1     | 0      | 0                | 0                | 0                | 2                     | 1                     | 0                     | 11    | 2     | 0      |
| Real Madrid C. F. · España          | Total club    | Total club    | 52    | 9     | 3      | 5                | 0                | 0                | 12                    | 1                     | 2                     | 69    | 13    | 5      |
| Sevilla F. C. · España              | 1.ª           | 2023-24       | 6     | 0     | 0      | 1                | 0                | 0                | 3                     | 0                     | 0                     | 10    | 0     | 0      |
| Sevilla F. C. · España              | Total club    | Total club    | 6     | 0     | 0      | 1                | 0                | 0                | 3                     | 0                     | 0                     | 10    | 0     | 0      |
| Total carrera                       | Total carrera | Total carrera | 163   | 88    | 19     | 8                | 3                | 0                | 24                    | 5                     | 5                     | 202   | 100   | 24     |
| 1. 2. 3.                            |               |               |       |       |        |                  |                  |                  |                       |                       |                       |       |       |        |

## Palmarés

### Títulos nacionales
| Título              | Club              | País   | Año  |
| ------------------- | ----------------- | ------ | ---- |
| Campeonato de Liga  | Real Madrid C. F. | España | 2017 |
| Supercopa de España | Real Madrid C. F. | España | 2020 |
| Campeonato de Liga  | Real Madrid C. F. | España | 2020 |
| Supercopa de España | Real Madrid C. F. | España | 2022 |
| Campeonato de Liga  | Real Madrid C. F. | España | 2022 |
| Copa del Rey        | Real Madrid C. F. | España | 2023 |

### Títulos internacionales
| Título              | Club              | Año  |
| ------------------- | ----------------- | ---- |
| Mundial de Clubes   | Real Madrid C. F. | 2016 |
| Liga de Campeones   | Real Madrid C. F. | 2017 |
| Liga de Campeones   | Real Madrid C. F. | 2022 |
| Supercopa de Europa | Real Madrid C. F. | 2022 |
| Mundial de Clubes   | Real Madrid C. F. | 2022 |

### Premios individuales
| Título                   | Club                 | Año  |
| ------------------------ | -------------------- | ---- |
| Máximo goleador de 2.ª B | R. M. Castilla C. F. | 2016 |